# Serhij Mindirhassow
Serhij Mykolajowytsch Mindirhassow (ukrainisch Сергій Миколайович Міндіргасов; * 14. November 1959 in Luhansk, Ukrainische SSR) ist ein ehemaliger sowjetischer Säbelfechter.

## Erfolge
Serhij Mindirhassow wurde viermal mit der Mannschaft Weltmeister: 1985 in Barcelona, 1986 in Sofia, 1987 in Lausanne und 1990 in Lyon. 1986 gewann er den Titel außerdem auch in der Einzelkonkurrenz. Bei den Olympischen Spielen 1988 in Seoul erreichte er mit der Mannschaft ungeschlagen das Finale, in dem sich die sowjetische Equipe gegen Ungarn mit 8:8 trennte, aufgrund der mit 64:67 knapp schlechteren Trefferquote aber letztlich unterlag. Gemeinsam mit Andrei Alschan, Michail Burzew, Heorhij Pohossow und Sergei Korjaschkin erhielt er somit die Silbermedaille. Im Einzel belegte er den 17. Rang.